# Georg von Heydebrand und der Lasa
Georg von Heydebrand und der Lasa (* 31. Dezember 1852 in Steinau an der Oder; † 6. November 1901 in Osnabrück) war ein deutscher Verwaltungsjurist.

## Leben
Seine Eltern waren Oskar von Heydebrand und der Lasa († 1888) und Agathe von Salisch († 1881), Tochter der Auguste von Köckritz und Friedland und der Landesälteste Rudolf von Salisch-Jeschütz. Der Vater war Gutsherr auf Klein Tschunkawe sowie weiterer Nebengüter im schlesischen Landkreis Militsch, kgl. preuß. Geheimer Regierungsrat, Landrat a. D. und Ehren-Landesältester der Oels-Militscher Fürstentum-Landschaft.
Georg von Heydebrand und der Lasa begann an der Universität Jena Rechtswissenschaft zu studieren. 1871 wurde er im Corps Guestphalia Jena aktiv. Er wechselte an die Schlesische Friedrich-Wilhelms-Universität und schloss sich 1872 auch dem Corps Borussia Breslau an.
Nach Abschluss des Studiums und Promotion zum Dr. iur. trat er in den preußischen Staatsdienst. Als Regierungsassessor bei der Regierung in Breslau wurde er 1880 zum Landrat des Kreises Breslau bestellt. Ende 1896 wechselte er als Oberregierungsrat zur Regierung in Oppeln. Von 1900 bis zu seinem Tod 1901 war v. Heydebrand und der Lasa Regierungspräsident im Regierungsbezirk Osnabrück.
Georg von Heydebrand und der Lasa heiratete 1883 in Kawallen Elise von Prittwitz und Gaffron, Tochter der Caroline Gräfin von Rechteren und des preuß. Kammerherrn Wilhelm von Prittwitz und Gaffron-Pflaumendorf. Elise und Georg hatten mehrere Kinder. Der Sohn Ernst war in erster Ehe mit Adele von Mutius (1879–1959) liiert, Tochter des Peter von Mutius.
Georg von Heydebrand und der Lasa war Ehrenritter des Johanniter-Ordens.